# カベルナリア
カベルナリア（スペイン語: Cavernaria）は、プロレス技の一種である。

## 概要
- カルベナリオ・ガレント（英語版）のオリジナル技[1]。うつ伏せ状態になった相手の背中に乗って相手の両膝を踏んで両足を固定して背中に膝を立てて背筋を支えた状態で相手の顎を引く[1]。技名はカルベナリオの名に由来する。

## 主な使用者
- カルベナリオ・ガレント（英語版）
- フィッシュマン
- バルバロ・カベルナリオ
- 吉田万里子